# Obština Popovo
Obština Popovo (bulharsky Община Попово) je bulharská jednotka územní samosprávy v Tărgovišťské oblasti. Leží ve středním Bulharsku mezi vysočinami Dolnodunajské nížiny a Předbalkánem. Správním střediskem je město Popovo, kromě něj zahrnuje obština 34 vesnic. Žije zde přes 26 tisíc stálých obyvatel.

## Sídla
| - Aprilovo - Baba Tonka - Berkovski - Braknica - Car Asen - Dolec - Dolna Kabda - Drinovo - Elenovo - Gagovo - Gloginka - Gorica | - Ivanča - Kardam - Konak - Kovačevec - Kozica - Lomci - Manastirica - Marčino - Medovina - Osikovo - Palamarca - Pomoštica | - Popovo (sídlo správy) - Posabina - Sadina - Slavjanovo - Svetlen - Trăstika - Vodica - Zaraevo - Zavetno - Zachari Stojanovo - Zvezda |

## Sousední obštiny
| Růžice kompasu | Opaka    | Car Kalojan    | Razgrad    | Růžice kompasu |
| Růžice kompasu | Bjala    | Sever          | Loznica    | Růžice kompasu |
| Růžice kompasu | Bjala    | Obština Popovo | Loznica    | Růžice kompasu |
| Růžice kompasu | Bjala    | Jih            | Loznica    | Růžice kompasu |
| Růžice kompasu | Stražica | Antonovo       | Tărgovište | Růžice kompasu |

## Obyvatelstvo
V obštině žije 26 506 stálých obyvatel a včetně přechodně hlášených obyvatel 32 382. Podle sčítáni 1. února 2011 bylo národnostní složení následující:
- Bulhaři: 18 531 (74.6 %)
- Turci: 4 556 (18.3 %)
- Romové: 959 (3.9 %)
- ostatní: 786 (3.2 %)